# 櫻内乾雄
櫻内 乾雄（さくらうち きみお、明治38年（1905年）5月8日 - 昭和52年（1977年）4月3日）は、日本の実業家。中国電力会長を務めた。
父は商工大臣、農林大臣、大蔵大臣などを務めた櫻内幸雄。弟は衆議院議長を務めた櫻内義雄。

## 経歴
東京市芝区に生まれる（島根県能義郡広瀬町（現安来市）出身）。櫻内家は旧藩時代、広瀬藩士として松平家に仕えた武士の家系だった。曽祖父の四郎左衛門以前の系譜については、明らかでない。四郎左衛門の役は側用人であり、理財の道に長け、広瀬藩の財政経済については、もっぱら指導的な役割を担当した。
明治中学校（明治大学付属明治高等学校・中学校）、静岡高等学校を経て昭和5年（1930年）、東京帝国大学工学部電気工学科を卒業し大学院に入る。
台湾電力に入社した後、出雲電気に転じて参事、支配人、取締役を経て専務、昭和17年（1942年）配電統制令により中国配電となり部長、支店長を歴任。
松江体育協会会長、松江商工会議所会頭、島根県商工会議所連合会会頭、島根県体育協会会長、日本商工会議所理事、島根県経営者協会会長などを歴任した。

## 人物像
趣味は碁、旅行。宗教は日蓮宗。
明治中学校の1年生のときからのクラスメートで親友の嶺駒夫は、乾雄の妹の淑子と結婚した。嶺の娘貴代子は政治家福田康夫（首相）に嫁いでいる。

## 家族・親族
- 父 幸雄（実業家、政治家）
- 弟 義雄（政治家）
- 妹 淑子（宮城県、実業家嶺駒夫の妻）
- 先妻 百合子（島根県、実業家､政治家佐々田懋の孫娘）
- 後妻 たま子（群馬県、葉住三郎の娘､実業家葉住利蔵の孫）
- 姪 嶺貴代子（群馬県、政治家福田康夫首相の妻）
- 叔父 櫻内辰郎（政治家）